# Kuban
Kuban (rusko Кубань, adigejsko Пшызэ, ukrajinsko Кубань) je geografska regija v južni Rusiji v porečju reke Kuban ob Črnem morju med Donsko stepo, delto Volge in Kavkazom. Na zahodu jo od Krimskega polotoka ločuje Kerčka ožina.  Krasnodarski okraj se pogosto, uradno in nauradno, imenuje kar Kuban, čeprav v Kubansko regijo spadata tudi republiki Adigeja in Karačaj-Čerkezija in del Stavropolskega okraja.

## Naselitev kozakov
Naseljevanje Kubana in sosednjih črnomorskih regij je bilo postopno. Trajalo je več kot sto let in bilo zelo odvisno od izidov vojn med Rusijo in Turčijo. Sredi 18. stoletja so v regiji prevladovala hribovska adigejska plemena. Po rusko-turški vojni 1768-1774 je regija postala zanimiva za rusko carsko oblast.
Da bi preprečila načrte Osmanskega cesarstva, da bi Kuban postal izhodišče za vrnitev na Krim, je začela Rusija v 1770. letih ob reki Kuban graditi mrežo utrdb. Po ruski priključitvi Krima, desnega brega reke Kuban in polotoka Taman leta 1783, je reka Kuban postala meja Ruskega cesarstva.  V 1780. in 1790. letih so se ob Kubanu začele graditi nove trdnjave.
Do 1790. let so bile te trdnjave in zapuščena kozaška naselja ob reki Labi edini znak ruske prisotnosti na tem ozemlju. Obširnejše naseljevanje se je začelo v letih 1792–1794, ko je ruska vlada začela tja naseljevati Črnomorske in Donske kozake, da bi utrdila južne meje cesarstva. Na koncu 18. in začetku 19. stoletja je bil poseljen ves desni breg reke Kuban.  V tem času so se pojavila tudi prva naselja ob Črnem morju in med rekama Kuban in Bolšaja Laba.  V drugi polovici 19. stoletja se je naseljevanje okrepilo in ozemlje je bilo administrativno organizirano v Kubansko oblast in Črnomorski okrug,  ki je kasneje postal Črnomorski guvernat.
V začetku 20. stoletja je bila večina prebivalcev Kubana Ukrajincev (55% leta 1926). Zaradi sovjetske in ruske politike (Gladomor, deportacije in prisilna rusifikacija od 1930ih naprej) je do leta 2002 njihov delež padel na 0,9% prebivalstva.